# NGC 4433
NGC 4433 est une galaxie spirale intermédiaire située dans la constellation de la Vierge. NGC 4433 a été découverte par l'astronome britannique John Herschel en 1828.

## Caractéristiques
La classe de luminosité de NGC 4433 est I-II et elle présente une large raie HI. Elle renferme également des régions d'hydrogène ionisé.

### Distance
Sa vitesse par rapport au fond diffus cosmologique est de 3 351 ± 25 km/s, ce qui correspond à une distance de Hubble de 49,4 ± 3,5 Mpc (∼161 millions d'al).
À ce jour, une dizaine de mesures non basées sur le décalage vers le rouge (redshift) donnent une distance de 39,940 ± 8,439 Mpc (∼130 millions d'al), ce qui est à l'intérieur des valeurs de la distance de Hubble. Notons cependant que c'est avec la valeur moyenne des mesures indépendantes, lorsqu'elles existent, que la base de données NASA/IPAC calcule le diamètre d'une galaxie et qu'en conséquence le diamètre de NGC 4433 pourrait être d'environ 31,5 kpc (∼103 000 al) si on utilisait la distance de Hubble pour le calculer.

### Luminosité dans l'infrarouge
La luminosité de la galaxie NGC 4433 dans l'infrarouge lointain (de 40 à 400 µm)  est égale à 5,75 × 1010 {\displaystyle L_{\odot }} (1010,76{\displaystyle L_{\odot }}) et sa luminosité totale dans l'infrarouge (de 8 à 1 000 µm) est de 7,41 × 1010 {\displaystyle L_{\odot }} (1010,87{\displaystyle L_{\odot }}).

## Paire de galaxies
Selon Vaucouleur et Corwin, NGC 4428 et NGC 4433 forment une paire de galaxies. NGC 4428 et NGC 4433 sont à des distances respectives de 136 et 137 millions d'années-lumière de la Voie lactée. Ces deux galaxies forment sûrement une paire réelle de galaxies.

## Supernova
La supernova SN 2010bk a été découverte dans NGC 4433 le 4 avril 2010 par J. Maza et al. dans le cadre du programme de recherche de supernovas CHASE (CHilean Automatic Supernova sEarch). Cette supernova était de type IIP.